# Karel De Gucht
Pour les articles homonymes, voir De Gucht.
Karel De Gucht, né à Overmere le 27 janvier 1954, est un homme politique belge de langue néerlandaise, commissaire européen au Commerce, ministre des Affaires étrangères et président des Vlaamse Liberalen en Democraten (VLD).

## Biographie
Karel Lodewijk Georgette Emmerence De Gucht est le fils d'un agriculteur d'Overmere. Il épouse Mireille Schreurs, juge de police à Alost. Il est le père de Frédéric De Gucht, ingénieur commercial et homme politique bruxellois et de Jean-Jacques De Gucht, député flamand et sénateur.
Il obtient son diplôme de l'Athénée royal d'Alost (province de Flandre-Orientale) en 1971, puis sa licence en droit à la VUB en 1976. Il s'engage rapidement politiquement, en parallèle à une carrière d'avocat. 

De 1976 à 2001 Karel De Gucht travaille comme juriste et mène cette activité en parallèle avec ses premiers engagements politiques. Il a notamment exercé chez Merit Capital, un gestionnaire de patrimoine.

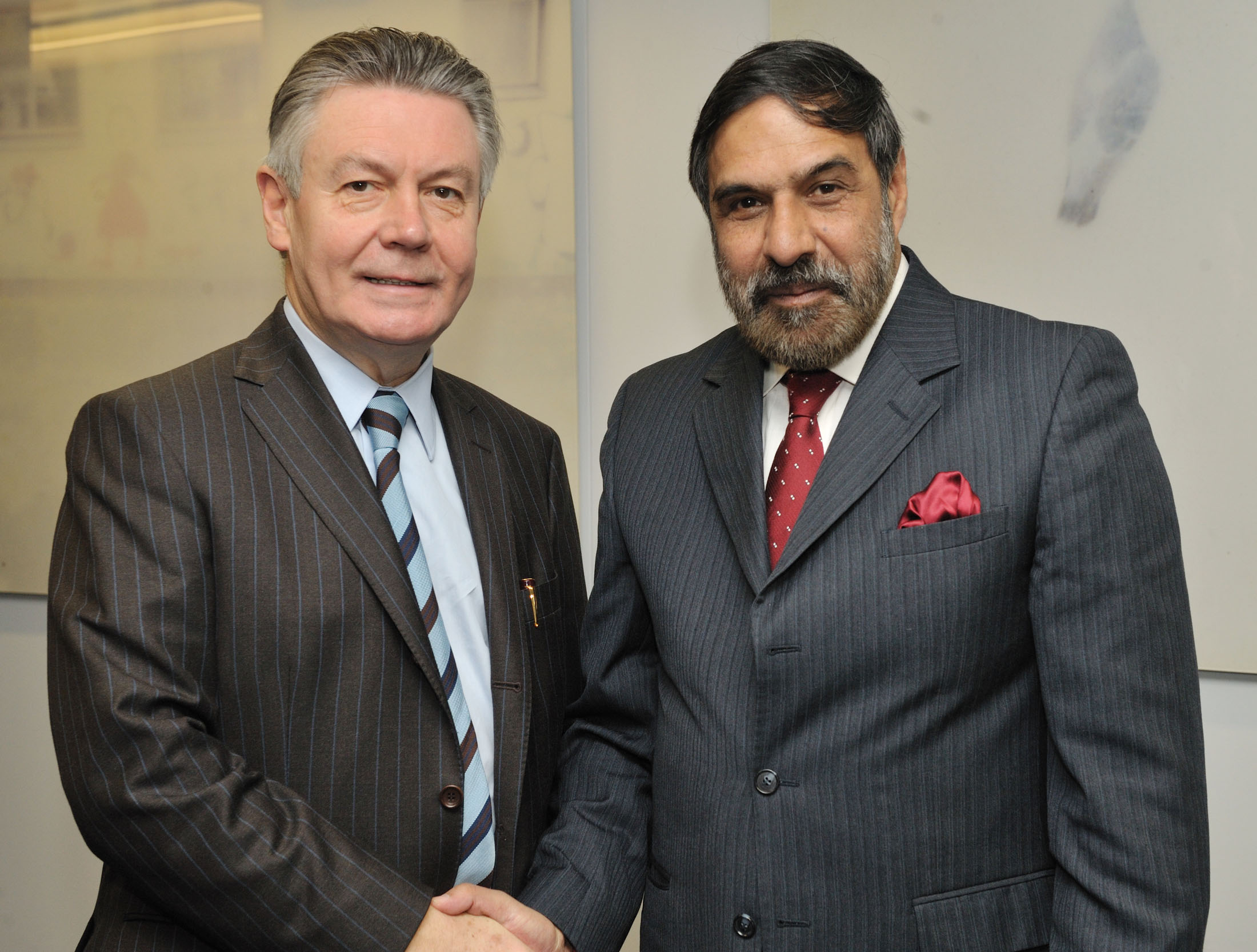
Le commissaire européen au commerce, M. Karel De Gucht, reçoit le ministre Shri Anand Sharma à Bruxelles le 29 novembre 2010.

Membre du Parlement européen de 1980 à 1994, Membre du Parlement flamand (de 1999 à 2003) puis élu au Parlement fédéral belge le 18 mai 2003. En janvier 2004, il a été obligé de démissionner comme président du VLD et a été temporairement remplacé juste après les élections de juin 2004 par Dirk Sterckx. La raison de cette démission était un conflit entre lui et le Premier ministre belge, Guy Verhofstadt au sujet d'une proposition consistant à donner aux immigrants le droit de vote aux élections communales, à laquelle De Gucht s'opposait en tant que président du parti, mais pas à titre personnel. Ce conflit a détérioré l'image du VLD comme l'ont suggéré les résultats des élections régionales. 
Le 18 juillet 2004 Karel De Gucht est nommé ministre des Affaires étrangères en remplacement du libéral francophone Louis Michel. Le 29 octobre 2004, il fait partie des signataires de la Constitution pour l'Europe. En décembre 2006, il condamne la Conférence internationale de vision globale sur l'Holocauste organisée en Iran. Le 21 décembre 2007, il est nommé ministre des Affaires étrangères et de la Coopération au sein du gouvernement Verhofstadt III, puis est reconduit dans le gouvernement Leterme à partir du 20 mars 2008.
Le 15 juillet 2009, il quitte le gouvernement Van Rompuy pour remplacer Louis Michel à la Commission européenne, où il s'occupe ensuite du portefeuille Développement et aide humanitaire. Le 26 novembre, il se voit proposer par José Manuel Barroso le poste de Commissaire au commerce qu'il accepte dans la foulée. Il a poursuivi ce mandat jusqu'au 31 octobre 2014.
Il participe à la réunion du groupe Bilderberg de 2012 et 2015,,.
Il est franc-maçon, membre de la loge Ontwaken du Grand Orient de Belgique,,.

## Positions

### Vlaams Blok et cordon sanitaire
Lors de la réception de Nouvel an de son parti le 15 janvier 2001, De Gucht réaffirme la nécessité de maintenir un cordon sanitaire vis-à-vis du Vlaams Blok, qu'il qualifie de mestkevers (trad. litt. "coléoptères de fumier"), c'est-à-dire des bousiers. En avril 2007, il publie un livre intitulé Pluche. Over de banalisering van extreemrechts (Pluche. À propos de la banalisation de l'extrême droite).

### Positions sur le libre échange économique
En juin 2012, Karel De Gucht aurait déclaré à propos du probable rejet massif du traité d'Accord commercial anti-contrefaçon (ACTA) par le Parlement européen : « Si vous décidez d’un vote négatif avant que La Cour européenne ne statue, laissez-moi vous dire que la Commission continuera cependant à poursuivre la procédure actuelle devant la Cour de Justice, comme nous y sommes engagés. Un vote négatif ne stoppera pas la procédure devant la Cour de Justice. »
Après le vote du 4 juillet 2012 du parlement européen, Karel De Gucht continue à ignorer le rejet européen d'Acta en s'impliquant dans l'accord CETA négocié entre le Canada et l'UE. Le projet CETA contiendrait des passages copiés/collés d'ACTA selon la quadrature du net. En tant que Commissaire au commerce de l'UE, il coordonne avec son homologue américain, Michael Froman, les cycles de négociation du traité transatlantique entre l'UE et les États-Unis.
Karel De Gucht qui est juriste de formation, a vertement critiqué en octobre 2012 les positions protectionnistes du ministre du Redressement industriel français Arnaud Montebourg, affirmant que  « la France ne peut pas, seule, redistribuer les cartes du commerce mondial. »
Le 6 mars 2013, Karel de Gucht a renouvelé cette critique dans le cadre d’un entretien avec le journal quotidien français Le Monde à propos de la future négociation d’un accord de libre-échange transatlantique dit Marché transatlantique (Transatlantic Free Trade Area) entre la Communauté européenne et les États-Unis d’Amérique, déclarant lors de cet entretien: « La France n'est pas un pays libre-échangiste », et commentant à nouveau à propos d'Arnaud Montebourg, Ministre du « Redressement productif» du gouvernement français : « Je n'ai jamais vu M. Montebourg, mais ce qui me différencie de lui, c'est qu'il se contente d'une approche défensive, car il ne croit pas à nos intérêts offensifs. Il veut tout défendre, de peur de tout perdre. Il s'agit d'un manque de confiance, et c'est une approche vouée à l'échec ».

## Controverses politiques

### Avec le Premier ministre des Pays-Bas
En 2005, De Gucht fut à l'origine d'un incident diplomatique avec les Pays-Bas, lorsqu'il décrivit le Premier ministre Jan Peter Balkenende comme « un mélange entre Harry Potter et un bourgeois rigide sans charisme » dans une interview publiée dans l'édition du 4 juin du journal belge Het Laatste Nieuws, le plus grand tirage du pays.

### Avec le Congo et Joseph Kabila
Depuis sa nomination, De Gucht s'est fait remarquer dans son approche, que certains estiment peu diplomate, de la situation en République démocratique du Congo, notamment lors de son voyage d'avril 2008 en RDC où il remet en cause la capacité des dirigeants congolais. Sa visite précédente, en février 2005, avait été marquée par un incident: un dossier de presse distribué au journalistes belges qui l'accompagnait reprenait une hypothèse relative à l'origine étrangère du président Joseph Kabila. Alors qu'en Belgique, les critiques vis-à-vis de De Gucht visent plus la forme que le fond, Joseph Kabila s'est parfois montré très agacé par les critiques du ministre belge, parlant d'arrogance et de relations maitre-esclave. À la suite de ses propos tenus, Karel est déclaré persona non grata en RDC le 7 janvier 2009.

### Suspecté de délit d'initié, puis blanchi
En novembre 2008, le ministre fut accusé de délit d'initié dans l'affaire de la faillite de la Banque Fortis. Le ministre aurait conseillé à son épouse et à son beau-frère de se défaire au plus vite d’actions Fortis avant l'annonce publique des problèmes de cette banque et la suspension des ventes d'actions. Toutefois, la chambre des mises en accusation de Gand, suivant l'avis du procureur général, a mis hors de cause Karel De Gucht le 8 septembre 2009 et le parquet général a donc requis le non-lieu.

### Le lobby juif et la paix au Proche-Orient
Interviewé le 2 septembre 2010 dans l'émission De Ochtend sur la radio publique flamande Radio Één, le Commissaire De Gucht a affirmé notamment que « le lobby juif au Capitole ne doit pas être sous-estimé » et que le premier ministre israélien, Benjamin Netanyahou n’était « certainement pas une colombe », ajoutant « Ne sous-estimez pas non plus l’avis du juif moyen en dehors d’Israël », chez qui il existe « la croyance d’avoir raison », « Il n’est pas facile, même avec un juif modéré, d’avoir une conversation rationnelle ». Ces déclarations ont suscité de vives réactions et des demandes de "licenciement" du commissaire européen de la part du Congrès juif européen et du Comité de coordination des organisations juives de Belgique mais le président de la Commission européenne a annoncé le 8 septembre qu'il ne sanctionnerait pas Karel De Gucht
Les phrases de Karel De Gucht lui ont valu le 6e prix des expressions les plus antisémites de l'année par le Centre Simon Wiesenthal;